# رحلة العجائب (مسلسل)
رحلة العجائب، مسلسل تلفزيوني كويتي، أنتج وعرض بعام 1990، كتبه طارق عثمان وأخرجه عبد الأمير مطر وقام ببطولته خالد العبيد وجاسم النبهان ونخبه من الفنانين. وهو من الأعمال التراثية الموجهة للأطفال. وقد صور المسلسل في الكويت والبحرين.

## قصه العمل
تدور أحداث العمل والي «مدينة السلام» وابنيه «شهاب» و«سحاب»، وتبدأ الأحداث من رغبه زوجة الوالي «وداد» وهي والدة ابن الوالي الأصغر «سحاب» بأن يكون ابنها هو خليفة ابيه بحكم الولاية بدلًا من اخيه الأكبر «شهاب» فتطلب ذلك من الوالي خصوصًا إنها تزوجته بعد أن أنقذته من الموت فقرر الزواج منها وأن لها ثلاث طلبات ينفذها لها مهما كانت وقد نفذ لها طلبين بوقتها وهي إخراج والدها من السجن وتعيين أخيها «نعمان» قائدًا لشرطة المدينة، إلا إن الوالي رفض هذا الطلب بشدة خصوصًا إنه يعرف إن «وداد» لا تحب «شهاب»، ولتحقيق مرادها وبتخطيط من أخيها «نعمان» تقرر الطلب من الوالي بأن يبعث ابنه «شهاب» في رحلة لمدة سنتين يتعلم بها وذلك كي يكتسب خبرة تؤهله لتولي الحكم من خلال ما يكتسبه من خبرات وتخبر الوالي بأن هذا هو طلبها الأخير وإنه يجب عليه أن ينفذه، وعلى الرغم من عدم اقتناع الوالي بهذا الطلب ومعرفته بأن «وداد» تريد التخلص من «شهاب» بأي طريقة كي تفتح المجال أمام ابنها «سحاب» للوصول إلى الحكم إلا إن الوزير يقنع الوالي بهذه الفكرة وذلك لما قد يحققه «شهاب» من الرحلة من فوائد، فيوافق الوالي على مضض.

## الفنانين والأدوار
| الممثل              | الشخصية في العمل             |
| ------------------- | ---------------------------- |
| خالد العبيد         | نعمان / يعقوب / مرموش        |
| جاسم النبهان        | شهاب                         |
| كاظم القلاف         | أبو الخشوم                   |
| عبد الإمام عبد الله | كمون                         |
| باسمة حمادة         | وداد                         |
| هدى حمادة           | مرمر                         |
| زهرة الخرجي         | جميلة                        |
| رولا الفرا          | كهرمانة                      |
| صالح حمد            | صالح                         |
| جاسم الصالح         | العم سالم                    |
| ماجد سلطان          | يوسف زعيم العصابة / أبو نهار |
| محمد حسن            | شاه بندر التجار              |
| هاني مطر            | سحاب                         |
| محمد عواد           |                              |
| جاسم الشريدة        |                              |
| خليفة العريفي       |                              |
| عبد الله ملك        |                              |
| أحمد عيسى           |                              |
| أماني محمد          | وردة                         |
| لطيفة المجرن        |                              |
| علي الغرير          |                              |

## أغاني وزهيريات
تضمن العمل ضمن أحداثه في حلقاته أبيات من شعر الزهيري تشرح حالة القصة، وتضمن العمل 30 «زهيرية» بحث ضمت كل حلقة زهيرية واحده، كما تضمن العمل ضمن أحداثه عدد من الأغاني تبين الحالة التي يعيشها أبطال العمل.

### الزهيريات
كتب الزهيريات في الحلقات التي صورت في الكويت الشاعر عبد الرحمن النجار، وقام بإلقائها وتأديتها الفنان سليمان الياسين. بينما كتب الزهيريات في الحلقات التي صورت في البحرين الشاعر علي الشرقاوي، وقام بإلقائها وتأديتها الفنان إبراهيم بحر.

### الأغاني
| الأغنية           | كلمات             | ألحان           | غناء          |
| ----------------- | ----------------- | --------------- | ------------- |
| هلا هلا           | عبد اللطيف البناي | أحمد عبد الكريم | رباب          |
| دمار              | عبد اللطيف البناي | أحمد عبد الكريم | رباب          |
| الوداع            | عبد اللطيف البناي | جاسم الغريب     | نوال الكويتية |
| ابن المدينة البار | عبد اللطيف البناي | جاسم الغريب     | نوال الكويتية |
| الرحيل            | عبد اللطيف البناي | محمد الرويشد    | العنود        |
| لا تروح           | عبد اللطيف البناي | محمد الرويشد    | العنود        |
| الطفل البطل       | رولا الفرا        | صلاح عثمان      | رولا الفرا    |
| تتوقف وتتلفت      | علي الشرقاوي      | يعقوب يوسف      | سلوى زيمان    |
| مهما منعوه        | علي الشرقاوي      | يعقوب يوسف      | سلوى زيمان    |

## وصلات خارجية
- مقدمة المسلسل على يوتيوب
- خاتمة المسلسل على يوتيوب